# Stazione meteorologica di Perugia Sant'Egidio
La stazione meteorologica di Perugia Sant'Egidio è la stazione meteorologica di riferimento per il Servizio meteorologico dell'Aeronautica Militare e per l'Organizzazione meteorologica mondiale, relativa alla città di Perugia.

## Caratteristiche
La stazione meteorologica, gestita dall'ENAV, si trova nell'area climatica dell'Italia centrale, nell'Umbria, in provincia di Perugia, nel comune di Perugia, presso l'aeroporto di Perugia-Sant'Egidio, a 205 metri s.l.m. e alle coordinate geografiche 43°05′32.99″N 12°30′17.01″E.

## Medie climatiche ufficiali

### Dati climatologici 1971-2000
In base alle medie climatiche del trentennio 1971-2000, le più recenti in uso, la temperatura media del mese più freddo, gennaio, è di +4,8 °C, mentre quella del mese più caldo, agosto, è di +22,8 °C; mediamente si contano 49 giorni di gelo all'anno e 41 giorni annui con temperatura massima uguale o superiore ai 30 °C. Nel trentennio esaminato, i valori estremi di temperatura sono i +38,9 °C dell'agosto 1971  e i -17,0 °C del febbraio 1991.
Le precipitazioni medie annue si attestano a 805 mm, mediamente distribuite in 86 giorni, con minimo assoluto in estate, massimo assoluto in autunno, minimo secondario in inverno e massimo secondario in primavera.
Nella classificazione dei climi di Köppen, il clima della stazione risulta essere di tipo subtropicale umido, dato che la temperatura media del mese più freddo è superiore a 0 °C, la temperatura media del mese più caldo è superiore a 22 °C e non ci sono mesi aridi.
L'umidità relativa media annua fa registrare il valore di 74,7% con minimi di 67% a luglio e ad agosto e massimo di 85% a dicembre; mediamente si contano 32 giorni all'anno con episodi nebbiosi.
Di seguito è riportata la tabella con le medie climatiche e i valori massimi e minimi assoluti registrati nel trantennio 1971-2000 e pubblicati nell'Atlante Climatico d'Italia del Servizio Meteorologico dell'Aeronautica Militare relativo al medesimo trentennio.
| Perugia Sant'Egidio (1971-2000) | Mesi         | Mesi         | Mesi        | Mesi        | Mesi        | Mesi        | Mesi        | Mesi        | Mesi        | Mesi        | Mesi        | Mesi         | Stagioni | Stagioni | Stagioni | Stagioni | Anno  |
| Perugia Sant'Egidio (1971-2000) | Gen          | Feb          | Mar         | Apr         | Mag         | Giu         | Lug         | Ago         | Set         | Ott         | Nov         | Dic          | Inv      | Pri      | Est      | Aut      | Anno  |
| ------------------------------- | ------------ | ------------ | ----------- | ----------- | ----------- | ----------- | ----------- | ----------- | ----------- | ----------- | ----------- | ------------ | -------- | -------- | -------- | -------- | ----- |
| T. max. media (°C)              | 8,9          | 10,9         | 14,1        | 16,8        | 22,1        | 26,1        | 30,0        | 30,0        | 25,5        | 19,7        | 13,3        | 9,3          | 9,7      | 17,7     | 28,7     | 19,5     | 18,9  |
| T. min. media (°C)              | 0,6          | 1,1          | 2,6         | 5,1         | 9,3         | 12,6        | 15,2        | 15,6        | 12,8        | 9,1         | 4,4         | 1,8          | 1,2      | 5,7      | 14,5     | 8,8      | 7,5   |
| T. max. assoluta (°C)           | 17,0 (1971)  | 21,7 (1991)  | 25,2 (1991) | 26,8 (1998) | 30,8 (1994) | 35,6 (1982) | 38,8 (1983) | 38,9 (1971) | 34,4 (1982) | 29,3 (1985) | 23,8 (1971) | 19,3 (1989)  | 21,7     | 30,8     | 38,9     | 34,4     | 38,9  |
| T. min. assoluta (°C)           | −15,8 (1985) | −17,0 (1991) | −8,3 (1987) | −4,0 (1995) | 1,8 (1979)  | 5,2 (1986)  | 6,9 (1971)  | 6,0 (1985)  | 3,6 (1977)  | −1,4 (1974) | −8,2 (1973) | −14,8 (1996) | −17,0    | −8,3     | 5,2      | −8,2     | −17,0 |
| Giorni di calura (Tmax ≥ 30 °C) | 0            | 0            | 0           | 0           | 0           | 5           | 17          | 16          | 3           | 0           | 0           | 0            | 0        | 0        | 38       | 3        | 41    |
| Giorni di gelo (Tmin ≤ 0 °C)    | 13           | 12           | 8           | 1           | 0           | 0           | 0           | 0           | 0           | 0           | 4           | 11           | 36       | 9        | 0        | 4        | 49    |
| Precipitazioni (mm)             | 52,7         | 56,8         | 54,0        | 72,0        | 75,6        | 69,9        | 37,4        | 49,7        | 87,6        | 85,7        | 94,7        | 68,4         | 177,9    | 201,6    | 157,0    | 268,0    | 804,5 |
| Giorni di pioggia               | 7            | 7            | 7           | 9           | 8           | 7           | 5           | 5           | 7           | 8           | 8           | 8            | 22       | 24       | 17       | 23       | 86    |
| Giorni di nebbia                | 7            | 3            | 1           | 1           | 1           | 1           | 0           | 0           | 1           | 3           | 6           | 8            | 18       | 3        | 1        | 10       | 32    |
| Umidità relativa media (%)      | 82           | 75           | 72          | 74          | 73          | 70          | 67          | 67          | 71          | 77          | 83          | 85           | 80,7     | 73       | 68       | 77       | 74,7  |

### Dati climatologici 1961-1990
In base alla media trentennale di riferimento 1961-1990, ancora in uso per l'Organizzazione meteorologica mondiale e definita Climate Normal (CLINO), la temperatura media del mese più freddo, gennaio, si attesta a +4,4 °C; quella del mese più caldo, luglio, è di +22,3 °C, ma possono essere ricorrenti anche giornate con massime tra i 35 e i 40 °C, in presenza di intense e prolungate azioni dell'anticiclone subtropicale africano ed una media di 50 giorni di gelo all'anno. Nel trentennio esaminato, la temperatura minima assoluta ha toccato i -15,8 °C nel gennaio 1985 (valore però superiore ai -17,0 °C registrati nel febbraio 1991) mentre la massima assoluta ha raggiunto i +38,9 °C nell'agosto 1971.
La nuvolosità media annua si attesta a 4 okta, con minimo di 2,1 okta a luglio e massimo di 5,2 okta a dicembre.
Le precipitazioni medie annue di 816 mm, mediamente distribuite in 90 giorni di pioggia all'anno, presentano minimi contenuti in inverno ed estate e picchi moderati in primavera ed autunno.
Nella classificazione dei climi di Köppen, il clima della stazione risulta essere di tipo subtropicale umido, dato che la temperatura media del mese più freddo è superiore a 0 °C, la temperatura media del mese più caldo è superiore a 22 °C e non ci sono mesi aridi.
L'umidità relativa media annua si attesta ad un valore di 75,3 % con minimo di 68 % a luglio e massimo di 85 % a dicembre.
| Perugia Sant'Egidio (1961-1990) | Mesi         | Mesi         | Mesi        | Mesi        | Mesi        | Mesi        | Mesi        | Mesi        | Mesi        | Mesi        | Mesi        | Mesi        | Stagioni | Stagioni | Stagioni | Stagioni | Anno  |
| Perugia Sant'Egidio (1961-1990) | Gen          | Feb          | Mar         | Apr         | Mag         | Giu         | Lug         | Ago         | Set         | Ott         | Nov         | Dic         | Inv      | Pri      | Est      | Aut      | Anno  |
| ------------------------------- | ------------ | ------------ | ----------- | ----------- | ----------- | ----------- | ----------- | ----------- | ----------- | ----------- | ----------- | ----------- | -------- | -------- | -------- | -------- | ----- |
| T. max. media (°C)              | 8,6          | 10,7         | 13,7        | 16,9        | 22,0        | 25,9        | 29,8        | 29,2        | 25,6        | 19,9        | 13,4        | 9,0         | 9,4      | 17,5     | 28,3     | 19,6     | 18,7  |
| T. min. media (°C)              | 0,2          | 1,5          | 2,8         | 5,2         | 9,3         | 12,4        | 14,9        | 15,1        | 12,9        | 8,8         | 4,2         | 1,6         | 1,1      | 5,8      | 14,1     | 8,6      | 7,4   |
| T. max. assoluta (°C)           | 17,0 (1971)  | 20,2 (1990)  | 24,0 (1989) | 26,4 (1970) | 30,4 (1979) | 35,6 (1982) | 38,8 (1983) | 38,9 (1971) | 34,4 (1982) | 30,0 (1970) | 23,8 (1971) | 19,3 (1989) | 20,2     | 30,4     | 38,9     | 34,4     | 38,9  |
| T. min. assoluta (°C)           | −15,8 (1985) | −13,0 (1986) | −8,3 (1987) | −3,0 (1987) | −1,9 (1970) | 5,2 (1986)  | 6,9 (1971)  | 6,0 (1985)  | 3,6 (1977)  | −1,4 (1974) | −8,2 (1973) | −8,4 (1986) | −15,8    | −8,3     | 5,2      | −8,2     | −15,8 |
| Giorni di gelo (Tmin ≤ 0 °C)    | 14           | 11           | 7           | 2           | 0           | 0           | 0           | 0           | 0           | 0           | 5           | 11          | 36       | 9        | 0        | 5        | 50    |
| Nuvolosità (okta al giorno)     | 5,0          | 4,8          | 4,7         | 4,7         | 4,3         | 3,6         | 2,1         | 2,5         | 3,0         | 3,4         | 4,5         | 5,2         | 5,0      | 4,6      | 2,7      | 3,6      | 4,0   |
| Precipitazioni (mm)             | 58,4         | 67,6         | 61,8        | 70,3        | 73,5        | 70,8        | 45,2        | 59,6        | 69,1        | 74,9        | 93,4        | 71,4        | 197,4    | 205,6    | 175,6    | 237,4    | 816,0 |
| Giorni di pioggia               | 8            | 9            | 8           | 9           | 9           | 7           | 5           | 6           | 6           | 7           | 8           | 8           | 25       | 26       | 18       | 21       | 90    |
| Umidità relativa media (%)      | 83           | 77           | 73          | 74          | 74          | 71          | 68          | 69          | 71          | 76          | 82          | 85          | 81,7     | 73,7     | 69,3     | 76,3     | 75,3  |

## Valori estremi

### Temperature estreme mensili dal 1967 ad oggi
Nella tabella sottostante sono riportati i valori delle temperature estreme mensili dal 1967 ad oggi. Nel periodo esaminato, la temperatura minima assoluta ha toccato i -17,0 °C nel febbraio 1991 mentre la massima assoluta ha raggiunto i 41,0 °C nell’agosto 2017.
| Perugia Sant'Egidio (1967-2023) | Mesi         | Mesi         | Mesi        | Mesi        | Mesi        | Mesi        | Mesi        | Mesi        | Mesi        | Mesi        | Mesi        | Mesi         | Stagioni | Stagioni | Stagioni | Stagioni | Anno  |
| Perugia Sant'Egidio (1967-2023) | Gen          | Feb          | Mar         | Apr         | Mag         | Giu         | Lug         | Ago         | Set         | Ott         | Nov         | Dic          | Inv      | Pri      | Est      | Aut      | Anno  |
| ------------------------------- | ------------ | ------------ | ----------- | ----------- | ----------- | ----------- | ----------- | ----------- | ----------- | ----------- | ----------- | ------------ | -------- | -------- | -------- | -------- | ----- |
| T. max. assoluta (°C)           | 18,0 (2024)  | 22,0 (2021)  | 25,6 (2001) | 29,7 (2013) | 35,0 (2009) | 39,0 (2022) | 39,6 (2005) | 41,0 (2017) | 35,3 (2008) | 32,0 (2023) | 24,0 (2002) | 20,0 (2023)  | 22,0     | 35,0     | 41,0     | 35,3     | 41,0  |
| T. min. assoluta (°C)           | −15,8 (1985) | −17,0 (1991) | −8,3 (1987) | −6,0 (2021) | −1,9 (1970) | 5,2 (1985)  | 6,9 (1971)  | 6,0 (1985)  | 3,6 (1977)  | −1,4 (1974) | −8,2 (1973) | −14,8 (1996) | −17,0    | −8,3     | 5,2      | −8,2     | −17,0 |